# Michael Bilirakis
Michael Bilirakis, né le 16 juillet 1930 à Tarpon Springs, est un homme politique américain.